# J. Y. Pillay
Pour les articles homonymes, voir Pillay.
Joseph Yuvaraj Pillay, né le 30 mars 1934 à Kelang, est un entrepreneur et homme d'État singapourien. Il est président de la république de Singapour par intérim entre le 1er et le 14 septembre 2017.

## Biographie
J. Y. Pillay est président de la Singapore Exchange de 1999 à 2010. Il est président du Conseil des conseillers présidentiels (Council of Presidential Advisers - CPA) de 2005 à 2019.